# John F. Sowa
John Florian Sowa (Croton-on-Hudson, 1º gennaio 1940) è un informatico ed esperto in intelligenza artificiale statunitense.
Nel 1976 inventò i grafi concettuali e nel 1991 fu il primo a formulare la "legge di Sowa" sugli standard.

## Biografia[1]
Nel 1962 si è laureato presso il Massachusetts Institute of Technology, nel 1966 ha conseguito un master di matematica applicata presso l'Harvard University ed infine ha conseguito un dottorato presso la Vrije Universiteit Brussel. Ha lavorato per circa 30 anni nel dipartimento di ricerca e sviluppo IBM ed è il cofondatore dei laboratori VivoMind. È inoltre membro dell'American Association for Artificial Intelligence ed è stato insegnante nei corsi dei dipartimenti di ricerca dell'IBM e delle università di Binghamton e Stanford.
Nei laboratori VivoMind ha sviluppato nuovi metodi ed approcci per utilizzare la logica e le ontologie informatiche per sviluppare sistemi in grado di ragionare e capire il linguaggio naturale umano.
Nel 1993 è stato eletto Fellow dell'Association for the Advancement of Artificial Intelligence.

## Pubblicazioni[1]
Sowa è autore di numerose pubblicazioni e collaborazioni:
- Peirce's tutorial on existential graphs, Semiotica 186:1-4, Special issue on diagrammatic reasoning and Peircean logic representations, 345-394.
- Cognitive Architectures for Conceptual Structures, Proceedings of ICCS 2011, edited by S. Andrews, S. Polovina, R. Hill, & B. Akhgar, LNAI 6828, Heidelberg: Springer, 2011, pp. 35–49.
- Future directions for semantic systems, Chapter 2 of Intelligence-based Systems Engineering, edited by Andreas Tolk and Lakhmi C. Jain, Berlin: Springer, 2011, pp. 23–47.
- The role of logic and ontology in language and reasoning, Chapter 11 of Theory and Applications of Ontology: Philosophical Perspectives, edited by R. Poli & J. Seibt, Berlin: Springer, 2010, pp. 231–263.
- Biological and psycholinguistic influences on architectures for natural language processing, Biologically Inspired Cognitive Architectures 2010, edited by A. V. Samsonovich, K. R. Jóhannsdóttir, A. Chella, & B. Goertzel, Amsterdam: IOS Press, pp. 131–136.
- Responses to five questions on epistemic logic, Chapter 23 of Epistemic Logic:  5 Questions, edited by Vincent F. Hendricks & Olivier Roy, New York: Automatic Press, 2010, pp. 231–241.
- Two paradigms are better than one, and multiple paradigms are even better, coauthored with Arun K. Majumdar, in Proceedings of ICCS 2009, edited by S. Rudolph, F. Dau, and S.O. Kuznetsov, LNAI 5662, Berlin: Springer, 2009, pp. 32–47.
- Pursuing the goal of language understanding, coauthored with Arun Majumdar and John Stewart, in P. Eklund & O. Haemmerlé, eds, Proceedings of the 16th ICCS, LNAI 5113, Berlin: Springer, 2008, pp. 21–42.
- Responses to five questions on signs and meaning, in Signs and Meaning:  5 Questions, edited by Peer Bundgaard and Frederik Stjernfelt, Automatic Press, New York, 2009.
- Conceptual Graphs, in F. van Harmelen, V. Lifschitz, and B. Porter, eds., Handbook of Knowledge Representation, Elsevier, 2008, pp. 213–237.
- Language Games, A Foundation for Semantics and Ontology, in Game Theory and Linguistic Meaning, edited by Ahti-Veikko Pietarinen, Elsevier, 2007, pp. 17–37.
- Fads and Fallacies about Logic, IEEE Intelligent Systems, March 2007, 22:2, pp. 84–87.
- Review of Language, Cohesion, and Form by Margaret Masterman, Computational Linguistics 32:4, 2006, pp. 551–553.
- A Dynamic Theory of Ontology, in B. Bennett & C. Fellbaum, eds., Formal Ontology in Information Systems, IOS Press, Amsterdam, 2006, pp. 204–213.
- Worlds, Models, and Descriptions, Studia Logica, Special Issue Ways of Worlds II, 84:2, 2006, pp. 323–360.
- Peirce's contributions to the 21st Century, in H. Schärfe, P. Hitzler, & P. Øhrstrøm, eds., Conceptual Structures: Inspiration and Application, LNAI 4068, Springer, Berlin, 2006, pp. 54–69.
- Categorization in Cognitive Computer Science, in H. Cohen & C. Lefebvre, eds., Handbook of Categorization in Cognitive Science, Elsevier, 2006, pp. 141–163.
- Conceptual Graphs, in P. Bernus, K. Mertins, & G. Schmidt, eds., Handbook on Architectures of Information Systems, Second edition, Springer-Verlag, Berlin, 2006, pp. 295–319.
- The Challenge of Knowledge Soup, in J. Ramadas & S. Chunawala, Research Trends in Science, Technology and Mathematics Education, Homi Bhabha Centre, Mumbai, 2005, pp. 55–90.
- Review of Ontological Semantics by Nirenburg and Raskin, Computational Linguistics 31:1, 2005, pp. 147–152.
- Graphics and Languages for the Flexible Modular Framework, in K. E. Wolff, H. D. Pfeiffer, & H. S. Delugach, eds., Conceptual Structures at Work, LNAI 3127, Springer-Verlag, Berlin, 2004, pp. 31–51.
- Analogical reasoning, co-authored with Arun K. Majumdar, in de Moor, Lex, Ganter, eds., Conceptual Structures for Knowledge Creation and Communication, Proceedings of ICCS 2003, LNAI 2746, Springer-Verlag, Berlin, 2003, pp. 16–36.
- Laws, facts, and contexts: Foundations for multimodal reasoning, in Knowledge Contributors, edited by V. F. Hendricks, K. F. Jørgensen, and S. A. Pedersen, Kluwer Academic Publishers, Dordrecht, pp. 145–184.
- Architectures for intelligent systems, IBM Systems Journal 41:3, 2002, pp. 331–349.
- Review of Construing Experience through Meaning: A Language-based Approach to Cognition, by M. A. K. Halliday and Christian M. I. M. Matthiessen," in Computational Linguistics, 27:1, March, 2001, pp. 140-142.
- Ontology, metadata, and semiotics, in B. Ganter & G. W. Mineau, eds., Conceptual Structures: Logical, Linguistic, and Computational Issues, Lecture Notes in AI #1867, Springer-Verlag, Berlin, 2000, pp. 55-81.
- Knowledge Representation: Logical, Philosophical, and Computational Foundations, Brooks/Cole Publishing Co., Pacific Grove, CA, 2000.
- Review of Philosophy in the Flesh: The Embodied Mind and its Challenge to Western Thought by George Lakoff and Mark Johnson," in Computational Linguistics, 25:4, December 1999.
- Relating templates to logic and language, in Information Extraction: Towards Scalable, Adaptable Systems, ed. by M. T. Pazienza, Lecture Notes in AI #1714, Springer-Verlag, 1999, pp. 76–94.
- Conceptual graphs: draft proposed American National Standard, in W. Tepfenhart & W. Cyre, eds., Conceptual Structures: Standards and Practices, Lecture Notes in AI #1640, Springer-Verlag, Berlin, 1999, pp. 1–65.
- Signs, Processes, and Language Games: Foundations for Ontology, extended version of an invited lecture presented at the International Conference on the Challenge of Pragmatic Process Philosophy, University of Nijmegen, May 1999.
- Ontological categories, in L. Albertazzi, ed., Shapes of Forms: From Gestalt Psychology and Phenomenology to Ontology and Mathematics, Kluwer Academic Publishers, Dordrecht, 1999, pp. 307–340.
- The infinite variety of logics, in O. Herzog & A. Günter, eds., KI-98: Advances in Artificial Intelligence, Lecture Notes in AI #1504, Springer-Verlag, Berlin, 1998, pp. 31–53.
- Conceptual graph standard and extensions, in M-L Mugnier, & M. Chein, eds., Conceptual Structures: Theory, Tools, and Applications, Lecture Notes in AI #1453, Springer-Verlag, Berlin, 1998, pp. 3–14.
- Conceptual Graphs, in P. Bernus, K. Mertins, & G. Schmidt, eds., Handbook on Architectures of Information Systems, Springer-Verlag, Berlin, 1998, pp. 287–311.
- Peircean foundations for a theory of context, in D. Lukose et al., eds., Conceptual Structures: Fulfilling Peirce's Dream, Lecture Notes in AI #1257, Springer-Verlag, Berlin, 1997, pp. 41–64.
- Matching logical structure to linguistic structure, in N. Houser, D. D. Roberts, & J. Van Evra, eds., Studies in the Logic of Charles Sanders Peirce, Indiana University Press, Bloomington, 1997.
- Top-level ontological categories, International J. of Human-Computer Studies, 43:5/6, 1996, 669-686.
- Processes and participants, in Eklund et al., eds. (1996) Conceptual Structures: Knowledge Representation as Interlingua, Lecture Notes in AI #1115, Springer-Verlag, Berlin, pp. 1–22.
- Syntax, semantics, and pragmatics of contexts, in Ellis et al. (1995) Conceptual Structures: Applications, Implementation, and Theory, Lecture Notes in #AI 954, Springer-Verlag, Berlin, pp. 1–15.
- Lexical structures and conceptual structures, in J. Pustejovsky, ed., Semantics and the Lexicon, Kluwer Academic Publishers, Dordrecht, 1993, pp. 223–262.
- Logical foundations for representing object-oriented systems, Journal of Experimental & Theoretical AI, vol. 5, nos. 2&3, 1993, pp. 237–261.
- Relating diagrams to logic, in G. Mineau, B. Moulin, & J. F. Sowa eds., Conceptual Graphs for Knowledge Representation, Springer-Verlag, New York, 1993.
- Logic-based standards for the conceptual schema, in J. Cuena, ed., Knowledge Oriented Software Design, North-Holland Publishing Co., Amsterdam, 1993, pp. 251–280.
- Review of Building Large Knowledge-Based Systems: Representation and Inference in the Cyc Project by D. B. Lenat & R. V. Guha, Artificial Intelligence 61:1, 1993, 95-104.
- Conceptual analysis as a basis for knowledge acquisition, in R. R. Hoffman, ed., The Psychology of Experts: Cognitive Research and Empirical AI, Springer-Verlag, New York, 1992, pp. 80–96.
- Conceptual graphs summary, in T. E. Nagle, J. A. Nagle, L. L. Gerholz, & P. W. Eklund, eds., Conceptual Structures: Current Research and Practice, Ellis Horwood, New York, 1992, pp. 3–51.
- Conceptual graphs as a universal knowledge representation, Computers and Mathematics with Applications, vol. 23, no 2-5, 1992. Reprinted in Fritz Lehmann, ed., Semantic Networks in Artificial Intelligence, Pergamon Press, Oxford, 1992, pp. 75–93.
- Logical structures in the lexicon, in Lexical Semantics and Commonsense Reasoning, edited by James Pustejovsky and Sabine Bergler, LNAI 627, Springer-Verlag, Berlin, 1992, pp. 39–60.
- Extending and formalizing the Framework for Information Systems Architecture, coauthored with John A. Zachman, IBM Systems Journal 31:3, pp. 590–616, 1992.
- A logic-based approach to enterprise integration, coauthored with John A. Zachman, in C. J. Petrie, ed., Enterprise Integration Modeling, MIT Press, Cambridge, MA, 1992, pp. 152–163.
- Semantic networks, Encyclopedia of Artificial Intelligence, edited by S. C. Shapiro, Wiley, New York, 1987; revised and extended for the second edition, 1992.
- Towards a reintegration of AI research, in Future Directions in AI, ed. by P. A. Flach & R. A. Meersman, North-Holland Publishing Co., Amsterdam, 1991, pp. 25–33.
- Principles of Semantic Networks: Explorations in the Representation of Knowledge, edited by J. F. Sowa, Morgan Kaufmann Publishers, San Mateo, CA, 1991.
- Towards the expressive power of natural languages, in J. F. Sowa, ed., Principles of Semantic Networks, Morgan Kaufmann Publishers, San Mateo, CA, 1991, pp. 157–189.
- Knowledge representation in databases, expert systems, and natural language, in R.A. Meersman, Zh. Shi, & C-H. Kung, Artificial Intelligence in Databases and Information Systems, North-Holland Publishing Co., New York, 1990, pp. 17–50.
- Definitional mechanisms for restructuring knowledge bases, in Z. W. Ras, M. Zemankova, & M. L. Emrich, eds., Methodologies for Intelligent Systems, 5, North-Holland Publishing Co., New York, 1990, pp. 194–211.
- Crystallizing theories out of knowledge soup, in Z. W. Ras & M. Zemankova, eds., Intelligent Systems: State of the Art and Future Directions, Ellis Horwood Ltd., London, 1990, pp. 456–487.
- Finding structure in knowledge soup, Proc. Info Japan '90, Information Processing Society of Japan, Tokyo, vol. 2, pp. 245–252, 1990.
- A prolog to Prolog, in Knowledge Systems and Prolog, by A. Walker (ed), M. McCord, J. Sowa, & W. Wilson, Addison-Wesley, Reading, MA, 1987; revised and extended for the second edition, 1990.
- Knowledge acquisition by teachable systems, in J.P. Martins and E.M. Morgado, eds., EPIA 89, Lecture Notes in AI #390, Springer-Verlag, Berlin, 1989, pp. 381–396.
- Review of Logical Foundations of Artificial Intelligence by Michael R. Genesereth & Nils J. Nilsson, Artificial Intelligence 38:1, 1989, 125-131.
- Knowledge Representation, Lecture notes for the IJCAI-89 tutorial, co-authored with N. Y. Foo, AAAI, Menlo Park, CA, 1989.
- Using a lexicon of canonical graphs in a semantic interpreter, in M. Evens, ed., Relational Models of the Lexicon, Cambridge University Press, 1988, pp. 113–137.
- Knowledge Representation, Lecture notes for the AAAI-88 tutorial, co-authored with D. Skuce, AAAI, Menlo Park, CA, 1988.
- Conceptual graph notation, in J. W. Esch, ed., Proceedings of the Third Annual Workshop on Conceptual Graphs, AAAI, Menlo Park, CA, 1988, pp. 2–1 to 2-22.
- Implementing a semantic interpreter using conceptual graphs, co-authored with Eileen C. Way, IBM Journal of Research and Development 30:1, pp. 57–69, January, 1986.
- Una metodología para la tecnología de la informatión, Programación Informática: Sistemas Expertos, Instituto de Ciencias del Hombre, Madrid, pp. 23–38, 1985. (Spanish translation of an invited talk presented in November, 1984.)
- Conceptual Structures: Information Processing in Mind and Machine, Addison-Wesley, Reading, MA 1984.
- Interactive Language Implementation System (ILIS), IBM Journal of Research and Development 28:1, pp. 28–39, 1984.
- Generating language from conceptual graphs, Computers and Mathematics with Applications 9:1, pp. 29–43, 1983.
- A conceptual schema for knowledge based systems, Proceedings of the Workshop on Data Abstraction, Databases, and Conceptual Modeling, SIGMOD Record, ACM, 11:2, 193-195, 1981.
- Semantics of conceptual graphs, Proceedings of the 17th Annual Meeting of the Association for Computational Linguistics, pp. 39–44, 1979.
- Definitional mechanisms for conceptual graphs, Graph Grammars and their Application to Computer Science and Biology, edited by V. Claus, H. Ehrig, & G. Rozenberg, Springer Verlag, Berlin, pp. 426–439, 1979.
- Conceptual graphs for a data base interface, IBM Journal of Research and Development 20:4, pp. 336–357, 1976.
- Thought clusters in early Greek oral poetry, co-authored with Cora A. Sowa, Computers and the Humanities 8, pp. 131–146, 1974.